# Списак насељених места у Француској: I
| A \| B \| C \| D \| E \| F \| G \| H \| I \| J \| K \| L \| M \| N \| O \| P \| Q \| R \| S \| T \| U \| V \| W \| X \| Y \| Z \| É |

- Ibarrolle
- Ibigny
- Ibos
- Ichtratzheim
- Ichy
- Idaux-Mendy
- Idrac-Respaillès
- Idron-Ousse-Sendets
- Ids-Saint-Roch
- Iffendic
- Ifs (Calvados)
- Ifs (Seine-Maritime)
- Ignaucourt
- Ignaux
- Igney (Meurthe-et-Moselle)
- Igney (Vosges)
- Ignol
- Igny (Essonne)
- Igny (Haute-Saône)
- Igny-Comblizy
- Igon
- Igornay
- Igoville
- Iguerande
- Igé (Orne)
- Igé (Saône-et-Loire)
- Iholdy
- Ile-Bouchard
- Ile-Molène
- Ile-Tudy
- Ile-aux-Moines
- Ile-d'Aix
- Ile-d'Arz
- Ile-d'Elle
- Ile-d'Houat
- Ile-d'Olonne
- Ile-d'Yeu
- Ile-de-Batz
- Ile-de-Bréhat
- Ile-de-Sein
- Ilharre
- Ilhat
- Ilhes
- Ilhet
- Ilheu
- Illartein
- Illats
- Ille-sur-Têt
- Illeville-sur-Montfort
- Illfurth
- Illhaeusern
- Illiat
- Illier-et-Laramade
- Illiers-Combray
- Illiers-l'Evêque
- Illies
- Illifaut
- Illkirch-Graffenstaden
- Illois
- Illoud
- Illy
- Illzach
- Ilonse
- Imbleville
- Imling
- Imphy
- Imécourt
- Inaumont
- Incarville
- Incheville
- Inchy
- Inchy-en-Artois
- Incourt
- Indevillers
- Indre (Loire-Atlantique)
- Ineuil
- Infournas
- Ingenheim
- Ingersheim
- Inghem
- Inglange
- Ingolsheim
- Ingouville
- Ingrandes (Indre)
- Ingrandes (Maine-et-Loire)
- Ingrandes (Vienne)
- Ingrandes-de-Touraine
- Ingrannes
- Ingré
- Inguiniel
- Ingwiller
- Injoux-Génissiat
- Innenheim
- Innimond
- Inor
- Insming
- Insviller
- Intraville
- Intres
- Intréville
- Intville-la-Guétard
- Inval-Boiron
- Inxent
- Inzinzac-Lochrist
- Ippling
- Ippécourt
- Irai
- Irais
- Irancy
- Irigny
- Irissarry
- Irles
- Irodouër
- Iron
- Irouléguy
- Irreville
- Irvillac
- Iré-le-Sec
- Is-en-Bassigny
- Is-sur-Tille
- Isbergues
- Isches
- Isdes (Loiret)
- Isenay
- Isigny-le-Buat
- Isigny-sur-Mer
- Island (Yonne)
- Isle
- Isle-Adam
- Isle-Arné
- Isle-Aubigny
- Isle-Aumont
- Isle-Bouzon
- Isle-Jourdain (Gers)
- Isle-Jourdain (Vienne)
- Isle-Saint-Georges
- Isle-d'Abeau
- Isle-d'Espagnac
- Isle-de-Noé
- Isle-en-Dodon
- Isle-et-Bardais
- Isle-sur-Marne
- Isle-sur-Serein
- Isle-sur-la-Sorgue
- Isle-sur-le-Doubs
- Isles-Bardel
- Isles-les-Meldeuses
- Isles-lès-Villenoy
- Isles-sur-Suippe
- Isneauville
- Isola
- Isolaccio-di-Fiumorbo
- Ispagnac
- Ispoure
- Isques
- Issac
- Issamoulenc
- Issancourt-et-Rumel
- Issanlas
- Issans
- Issards
- Issarlès
- Isse
- Issel
- Issendolus
- Issenhausen
- Issenheim
- Issepts
- Isserpent
- Isserteaux
- Issigeac
- Issirac
- Issoire
- Issor
- Issou
- Issoudun
- Issoudun-Létrieix
- Issus
- Issy-l'Evêque
- Issy-les-Moulineaux
- Issé
- Istres
- Istres-et-Bury
- Isturits
- Isômes
- Itancourt
- Iteuil
- Ittenheim
- Itterswiller
- Itteville
- Itxassou
- Itzac
- Ivergny
- Iverny
- Iviers
- Iville
- Ivors
- Ivory
- Ivoy-le-Pré
- Ivrey
- Ivry-en-Montagne
- Ivry-la-Bataille
- Ivry-le-Temple
- Ivry-sur-Seine
- Iwuy
- Izaourt
- Izaut-de-l'Hôtel
- Izaux
- Izeaux
- Izel-les-Hameaux
- Izel-lès-Equerchin
- Izenave
- Izernore
- Izeron
- Izeste
- Izeure
- Izier
- Izieu
- Izon
- Izon-la-Bruisse
- Izotges
- Izé

| A \| B \| C \| D \| E \| F \| G \| H \| I \| J \| K \| L \| M \| N \| O \| P \| Q \| R \| S \| T \| U \| V \| W \| X \| Y \| Z \| É |